# Colle Santa Lucia
Colle Santa Lucia é uma comuna italiana da região do Vêneto, província de Belluno, com cerca de 418 habitantes. Estende-se por uma área de 15 km², tendo uma densidade populacional de 28 hab/km². Faz fronteira com Alleghe, Cortina d'Ampezzo, Livinallongo del Col di Lana, Rocca Pietore, San Vito di Cadore, Selva di Cadore.

## Demografia
| Variação demográfica do município entre 1861 e 2011                               |
|                                                                                   |
| Fonte: Istituto Nazionale di Statistica (ISTAT) - Elaboração gráfica da Wikipedia |